# Camporrélls
Camporrélls – gmina w Hiszpanii, w prowincji Huesca, w Aragonii, o powierzchni 26,71 km². W 2011 roku gmina liczyła 167 mieszkańców.